# Кіровоградський ґебіт
Кіровогра́дський ґебі́т, Кіровогра́дська окру́га (нім. Kreisgebiet Kirowograd) — адміністративно-територіальна одиниця генеральної округи Миколаїв райхскомісаріату Україна з центром у Кіровограді. Існувала протягом німецької окупації Української РСР.

## Історія
15 листопада 1941 року о 12:00 на території майбутньої Кіровоградської округи виникли дві округи: Кіровоградська міська (нім. Kreisgebiet Kirowograd-Stadt) у складі 1 району (місто Кіровоград) та Кіровоградська сільська (нім. Kreisgebiet Kirowograd-Land), що поділялася на чотири сільські райони, які відповідали чотирьом передвоєнним радянським районам Кіровоградської області: Аджамському, Великовисківському, Кіровоградському та Компаніївському. Адміністративними центрами обох утворень було місто Кіровоград (нині — Кропивницький). 15 січня 1943 Кіровоградський міський та Кіровоградський сільський ґебіти злилися в один новий Кіровоградський ґебіт. 
Станом на 1 вересня 1943 Кіровоградський ґебіт поділявся на 5 районів: район Аджамка (нім. Rayon Adshamka), район Велика Виска (нім. Bolschaja Wiska), міський район Кіровоград (нім. Rayon Kirowograd-Stadt), сільський район Кіровоград (нім. Rayon Kirowograd-Land) і район Компаніївка (нім. Rayon Kompanejewka). За 7 км від Компаніївки, у селі Тернова Балка, існував концентраційний табір, де було страчено понад 800 осіб.
Кіровоградському гебітскомісаріату була підпорядкована створена у перші дні окупації Кіровоградська міська управа. Гебітскомісаріат і міська управа містилися в адмінбудівлі на площі Кірова. 

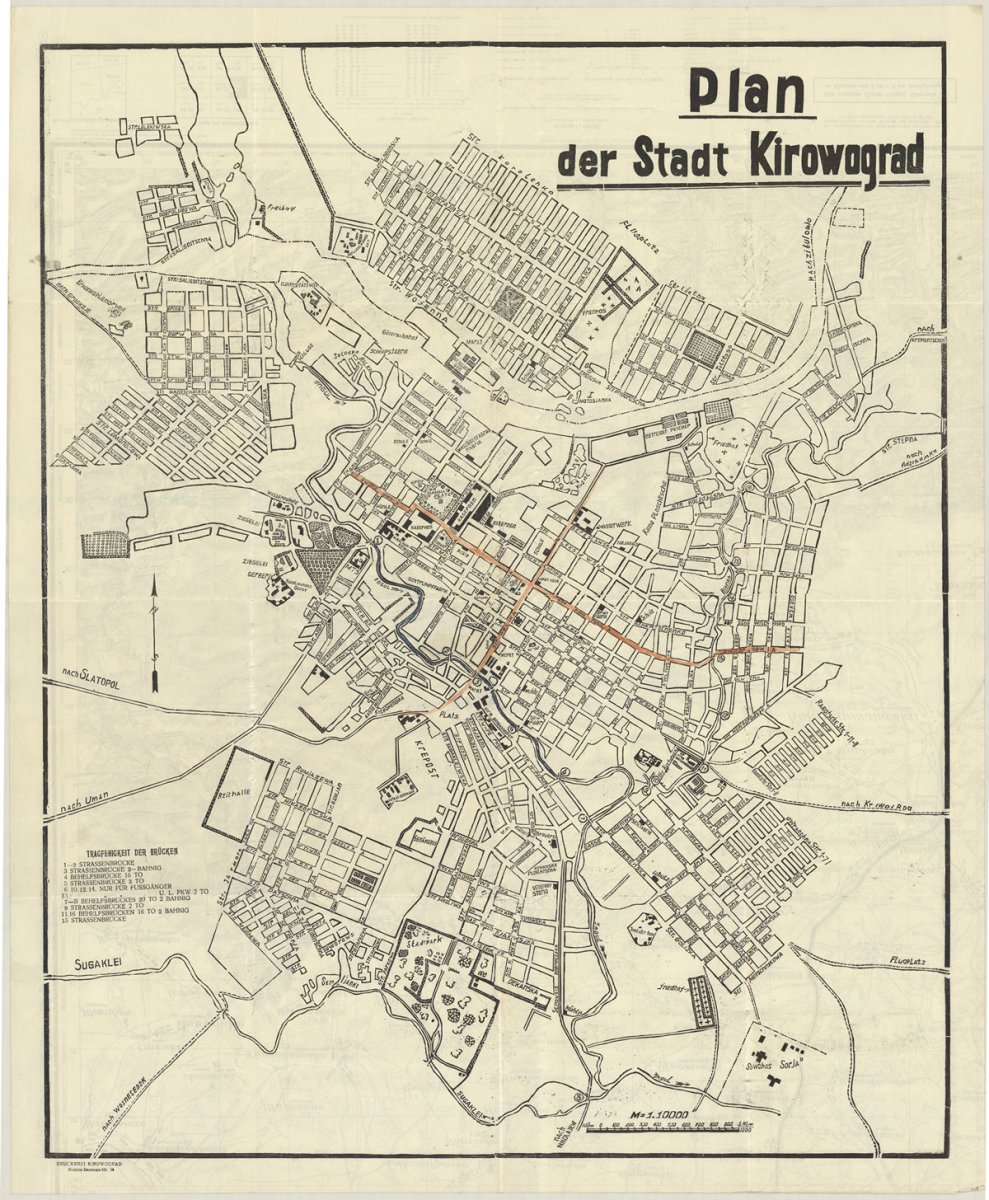
Мапа Кіровограда, 1942

Кожним із чотирьох сільських районів керував шеф району, а в селах носіями влади були сільські старости. Колгоспи було перетворено на номерні громадські двори на чолі з дворовими старостами, які виконували розпорядження сільського старости, районної управи та начальника райуправління сільським господарством – крайсляндвірта.
У 1941—1942 роках в окружному центрі виходила газета «Голос України», редактором якої до вересня 1941 був Василь Пасічник. З травня 1942 видання називалося «Українські вісті». Органом Кіровоградського гебітскомісаріату і штадткомісаріату у 1941 році була газета «Український голос» (редактор — Шевченко), яка з 31 грудня 1941 змінила назву на «Українські вісті», а згодом — на «Кіровоградські вісті» (по 1943 рік). У 1943 році видавалася газета для біженців та евакуйованих «Хлеб. Убежище. Труд». У Кіровограді також вийшло останнє (четверте) число часопису «Український засів» (редактор — Віктор Петров), перші числа якого було випущено у Харкові (ч. 1 і 2 — 1942; ч. 3 — 1943).
8 січня 1944 року внаслідок Кіровоградської наступальної операції адміністративний центр ґебіту зайняли радянські війська.